# Часы (село)
Часы́ — село в Кузнецком районе Пензенской области. Входит в состав Явлейского сельсовета.

## География
Село находится в восточной части Пензенской области, на расстоянии примерно 28 км (по прямой) к северо-востоку от города Кузнецк, административного центра района.

### Часовой пояс
Село Часы, как и вся Пензенская область, находится в часовой зоне МСК (московское время). Смещение применяемого времени относительно UTC составляет +3:00.

## Население
| 1748 | 1795 | 1859 | 1911 | 1930 | 1939 | 1959 |
| ---- | ---- | ---- | ---- | ---- | ---- | ---- |
| 478  | ↘300 | ↗412 | ↗714 | ↗950 | ↘828 | ↘784 |
| 2002 | 2010 |      |      |      |      |      |
| ↘146 | ↘91  |      |      |      |      |      |

### Национальный состав
Согласно результатам переписи 2002 года, село отсутствует.